# Pedicularis eburnata
Pedicularis eburnata är en snyltrotsväxtart som beskrevs av Robinson och Seaton. Pedicularis eburnata ingår i släktet spiror, och familjen snyltrotsväxter. Inga underarter finns listade i Catalogue of Life.